# 宇推くりあ
宇推くりあ（うすい くりあ, Clear Usui）は、個人で活動するバーチャルYouTuber。「ロケット工学アイドルVtuber」。ロケットの打ち上げを中心としてYouTubeやX(旧Twitter)で実況・解説配信をすることで知られる。

## 概要
「ラブライブ!」のスクールアイドルに憧れて惑星クラリスからやってきた宇宙人という設定である。2020年10月10日からVtuberとして活動を開始した。地球まで乗ってきたロケットが墜落した日である7月7日を誕生日と定め、「宇推くりあ地球に爆誕記念日」と称している。2023年のインタビューによると目標は、ロケットに興味がある人にVTuberを知ってもらい、VTuberに興味がある人にロケットを知ってもらうこと、そして大好きなアイドルに自分もなること、と答えている。
小さい頃から星や宇宙が好きで、航空宇宙工学を学ぶうちに「広大な自然」である宇宙にアプローチする機能を備えた工学機器やロケットの凄さを広める活動をしたいと考え、アイドル活動との両方にチャレンジするという意味で「ロケット工学アイドルVTuber」として活動を行っている。宇宙について解説する際は、専門用語をわかりやすく説明することと極力数式を使わないことを意識しているという。
主に宇宙やロケットについての解説、打ち上げの同時視聴などの配信を行っており、オリジナルソング制作などのアイドル活動も行う。2021年には「日本テレビ プロジェクトV Vtuberアワード2021」ベストファッション新衣装部門でファン投票により大賞を獲得したが、その衣装は宇推自らデザインしたものであり、ロケットに関連する要素を多数盛り込んでいる。衣装名は「Clear Turquoise Rocket One, CTR-1 薄碧の火箭少女」。
アプリスタイルは宇推を「人類の叡智への感動や、未知なるものへの高揚感、それらも実は身近なものだという驚きや発見を、一緒に感じることができる」と評している。また、トーク内容の専門性の高さから、宇宙開発に携わる人々からも高い評価を得ている。
2023年5月22日より宇宙作家クラブの会員でもある。

## 主な活動

### 配信活動
YouTubeのライブ配信で国内外のロケット打ち上げや打ち上げ後の記者会見を同時視聴しつつ実況・解説するのが特徴であり、外国語の中継を日本語翻訳しつつ解説することもある。2023年2月17日のH3ロケット試験機1号機の打ち上げ中止について解説した配信のリアルタイム視聴者は7000人を超えた。
2023年7月に、秋田県能代市にある能代ロケット実験場にて燃焼試験中だったイプシロンSが爆発した際には、現地で宇推自ら撮影しており、その動画はインターネットのみならず民放のニュース番組でも取り上げられた。
配信時のチャット欄でみられるコメントも「待機圏」（大気圏）、「こんばっしょん」（Combustion、英語で「燃焼」を意味する）、「おつかれさまーりん」（スペースXのロケットエンジン・マーリン）など航空宇宙用語に関連したものが多い。2023年のインタビューで宇推は、ロケットは夢の乗り物であると思っている人に、ロケットは現実の輸送機であると伝え、解像度を引き上げたい、と語っている。

### イベント等での活動
2023年に開催されたJAXA相模原キャンパス特別公開では初日の現地開催にて能代市PR大使である宙彩しろんと特別ミニLIVEを開催した。また、特別公開特別企画として「隠れ宇推くりあを探せ！」およびそれに伴う会場各棟の解説音声も担当した。更に2日目のオンライン特別公開では、YouTubeLiveにて宇宙科学研究所副所長である藤本正樹との対談を行った。両日ファシリテータとして同研究所で助教を務める村上豪を迎えた。
2023年10月13日に行われた高市早苗内閣府特命担当大臣定例記者会見にて第6回宇宙開発利用大賞とのタイアップ・PRキャラクタ就任が発表された。内閣府は、H3ロケット試験機1号機応援サポータであることや、天文雑誌「星ナビ」での記事執筆経験、Vtuberとしての配信内容などの実績から宇宙に関して造詣が深いものと判断し、本大賞を幅広い層に周知・PRしていくのに十分な有識者であるとともに、本大賞に親しみを持ってもらえる著名人であるとして宇推を起用したとしている。

### 対談
ClearMaxQ
宇宙に関連する様々な人物と対談する不定期企画。
第一回
堀江貴文/インターステラテクノロジズ取締役・ファウンダー(2023年5月6日)
第二回
三桝裕也/JAXA はやぶさ2拡張ミッション「はやぶさ2♯」運用リーダー(2024年6月4日)
第三回
村上豪/JAXA 国際水星探査計画ベピコロンボ プロジェクトサイエンティスト
小川博之/JAXA 国際水星探査計画ベピコロンボ プロジェクトマネージャー
Johannes Benkhoff/esa 国際水星探査計画ベピコロンボ プロジェクトサイエンティスト
(2024年6月12日)

## 出演

### 雑誌
- Vtuber mode（2022年7月号）特集「Vtuber Pick UP！」[7]
- 月刊星ナビ（2022年11月号） 特集「研究者・宇宙開発・星空解説　天文系VTuber大集合」[18]
- VTuberスタイル（2023年4月号） 特集「ピックアップVtuber」[2]

### 執筆
- 月刊星ナビ（2023年6月号）HAKUTO-Rプロジェクトの解説[19]
- 月刊星ナビ（2023年7月号）HAKUTO-Rプロジェクトの解説続編[20]
- 月刊星ナビ（2023年11月号）X線天文衛星XRISMの解説[21]

### イベント
- 「VTuberFesJapan × おしゃべりフェス in 超会議2023」（2023年4月29日）[22]
- 総合宇宙イベント「SpaceLINK」内トークイベント「わたし×宇宙エンタメ」（2023年9月13日）[23]
- JAXA相模原キャンパス特別公開2023 現地開催・オンライン開催（2023年11月3日 - 4日）[24]
- メタバースチャリティライブ “EXISTENCE”（2024年1月31日）[25]
- 「国際宇宙ステーション（ISS）・『きぼう』利用シンポジウム2024」（2024年2月22日）[26]

### 動画
- JAXA相模原キャンパス特別公開広報動画「はたらくうちゅうき」特別出演 2023ISASオンライン特別公開にて配信[24]
- EarthCARE特別コラボレーション企画関連動画「宇推くりあが直撃！JAXA・ESAが共同で開発した「EarthCARE」（アースケア）衛星の秘密に迫る」他。[27]

### 配信
- JAXA相模原チャンネルにて小型月着陸実証機SLIMに関する3度のトークライブに特別ゲストとして参加[28]

### 地上波
- 『プロジェクトV Vtuberアワード2021』（2021年12月）[1]

### ラジオ
- TBSラジオ Sky presents 藤原竜也のラジオ#274（2024年4月13日（土）23:30～24:00）[29]

- Tokyofm 飯田里穂の推し活推進部！（2024年4月21日（日） 22:55-23:00）[30]

## 協働活動など
- 2023年1月23日 - H3ロケット試験機1号機応援サポーターに参加する[31]。
- 2023年4月17日 - タカラトミー開発の超小型変形型月面探査ロボットSORA-Qの応援パートナーに就任する[16]。
- 2023年10月13日 - 内閣府の主催する第6回「宇宙開発利用大賞」のPRキャラクターに任命される[3][14][32][33]。
- 2024年2月2日 - H3ロケット試験機2号機応援サポーターに参加する[34]。
- 2024年5月10日 宇推くりあ×EarthCARE 特別コラボレーション[27][35]。
- 2025年1月、準天頂衛星システム「みちびき」のアンバサダーに就任した[36]。

## 受賞
- 2021年12月30日 - 日本テレビ「プロジェクトV Vtuberアワード2021」のベストファッション新衣装部門でファン投票1位、大賞を受賞[1]

### 雑誌
- 「ピックアップVtuber」『Vtuberスタイル』2023年4月号、アプリスタイル、2023年3月、30-35頁、ASIN B0BT7GQRGJ。
- 「Vtuber Pick UP！」『Vtuber mode』第3巻2022年7月号、シムサム・メディア、2022年5月、24-77頁、ASIN B0BTQ5NBP7。
- 星見まどか「天文系Vtuber大集合！」『月刊星ナビ』2022年11月号、アストロアーツ、2022年10月、40-45頁、全国書誌番号:00115466。
- 宇推くりあ「ニュースを深掘り！ V宙部 #1 月面着陸！ HAKUTO-Rプロジェクト」『月刊星ナビ』2023年6月号、アストロアーツ、2023年5月、6-9頁、全国書誌番号:00115466。
- 宇推くりあ「ニュースを深掘り！ V宙部 #2 月面着陸に挑戦！ HAKUTO-Rプロジェクトのこれから」『月刊星ナビ』2023年7月号、アストロアーツ、2023年6月、6-7頁、全国書誌番号:00115466。
- 宇推くりあ「ニュースを深掘り！ V宙部 #4 打ち上げ成功！ 7年ぶりの日本発X線天文衛星 XRISM」『月刊星ナビ』2023年11月号、アストロアーツ、2023年10月、6-7頁、全国書誌番号:00115466。
- たまごまご「学問、カルチャー、社会のことまで幅広く！「知ってほしい」を伝えるVtuberたち。」『an・an』第2383巻2024年2月7日号、マガジンハウス、2024年2月、56-57頁、全国書誌番号:00001323。

### WEBサイト
- 宇推くりあ『H3ロケット打ち上げ解説で一躍話題に。ロケット工学アイドルVTuber・宇推くりあインタビュー』（インタビュアー：浅田カズラ）、MoguLive、2023年3月28日。2023年10月17日閲覧。